# 科尔沃拉特
科尔沃拉特是德国莱茵兰-普法尔茨州的一个市镇。总面积2.46平方公里，总人口126人，其中男性58人，女性68人（2011年12月31日），人口密度51人/平方公里。